# 49Y busz (Debrecen)
A debreceni 49Y jelzésű autóbusz a Segner tér és a Deufol Hungary Kft. között közlekedik. Útvonala során érinti a helyközi autóbusz-állomást, a Nagyállomást, és a Déli Ipari Parkot is. A viszonylatot a DKV Zrt. üzemelteti. A járat annyiban tér el a 49-es és a 49D busztól, hogy érinti a Vitesco Technologies Hungary Kft.-t is. A járat csak a Deufol Hungary Kft. felé közlekedik. Visszafelé 49D jelzéssel indul vissza.

## Története
2020. január 15-én indult el tesztjáratként, majd március 2-án véglegesítették. 2020. október 12-től a Déli Ipari Park bővülése miatt a végállomása a Deufol Hungary Kft.-hez került át, a Krones Hungary Kft. megállóhelyet nem érinti.

## Útvonala
| Év       | Végállomások                     | Útvonal |
| -------- | -------------------------------- | --- |
| 2020     | Segner tér – Krones Hungary Kft. | Nyugati utca – Külsővásártér – Erzsébet utca – Petőfi tér – Wesselényi utca – Mikepércsi út – Déli Ipari Park |
| 2020-tól | Segner tér – Deufol Hungary Kft. | Nyugati utca – Külsővásártér – Erzsébet utca – Petőfi tér – Wesselényi utca – Mikepércsi út – Déli Ipari Park |

## Megállóhelyei
Az átszállási kapcsolatok között a 49-es és a 49D busz nincsen feltüntetve.
| 0  | Segner tér végállomás             | |
| 2  | Mechwart András Szakközépiskola   | 3, 3A, 4, 5, 5A 10, 10A, 10Y, 14, 19, 25, 25Y, 34, 35, 35Y, 36, 41, 41Y, 42, 42A, 45, 46, 46E, 46H, 125, 125Y, 146, A1 Helyközi buszok                                                                         |
| 3  | Mentőállomás                      | 10, 10A, 10Y, 14, 19, 30, 30A, 39, 39X, 46, 46H, 146 5, 5A |
| 4  | MÁV-rendelő                       | 10, 10A, 10Y, 14, 30, 30A, 39, 39X, 46, 46H, 146 5, 5A Helyközi buszok |
| 6  | Nagyállomás                       | 1, 2 10, 10A, 10Y, 14, 16, 18, 18Y, 21, 30, 30A, 30I, 30N, 37, 39, 39X, 42, 42A, 43, 44, 46, 46E, 46H, 47, 47Y, 48, 146, A1, Airport1 5, 5A Helyközi buszok S506 sebesvonat, gyorsvonat, IC, EC, expresszvonat |
| 8  | Debreceni Erőmű                   | 18, 18Y, 42, 44, 47, 47Y, Airport1 Helyközi buszok |
| 10 | Leinigen utca                     | 18Y, 42, 44, 47, 47Y, Airport1 |
| 12 | Bulgár utca                       | 44, 47Y, Airport1 Helyközi buszok |
| 13 | Hun utca                          | 44, 47Y, Airport1 |
| 14 | Somlyai utca                      | 44, 47Y, Airport1 Helyközi buszok |
| 15 | Repülőtér, bejáró út              | 44 |
| 16 | Ozmán utca                        | 44 Helyközi buszok |
| 20 | Vitesco Technologies Hungary Kft. | |
| 22 | Deufol Hungary Kft. végállomás    | |